# KeSPA컵
KeSPA컵(KeSPA Cup)은 한국e스포츠협회가 주최하는 e스포츠 종목 활성화 및 아마추어 저변 확대를 위한 대한민국 프로와 아마추어의 통합 e스포츠 대회이다.

## 역사
초창기에는 2005년과 2007년의 2회 대회가 열렸으며 아마추어 선수의 경우에는 이 대회에 입상시(1~3위) 준프로게이머 자격을 획득할 수 있었다.
이후 한국e스포츠협회는 "2008년부터는 KeSPA컵이 열리지 않는다."라고 밝혀서 폐지되었고, 전국 아마추어 e스포츠대회가 KeSPA컵을 대신했다.
2014년 5월 21일 한국e스포츠협회가 KeSPA컵의 재개최를 밝힘으로써 약 7년 만에 KeSPA컵이 부활하게 되었다. 2014년에는 스타크래프트 II 단일 종목으로 치러지고, 2015년부터 종합 대회로 확장 개최를 준비하고 있다.
2015년에는 케스파컵을 시즌제로 개최, 총 2개(스타크래프트 II: 군단의 심장)와 1개(리그 오브 레전드)의 시즌으로 진행되었다.
2016시즌은 스타크래프트 II: 공허의 유산, 리그 오브 레전드, 하스스톤 종목의 대회로 진행되었다.
2019, 2020, 2021시즌은 KBS와 울산시와 협약으로 리그 오브 레전드 단일 종목으로 진행하였다.

## 역대 KeSPA컵
| 연도   | 회 | 장소                                              | 참가 선수  | 종목                                                                                 | 총 상금      |
| ------ | -- | ------------------------------------------------- | ---------- | ------------------------------------------------------------------------------------ | ------------ |
| 2005년 | 1  | 경기도 시흥시 옥구공원                            | 1만 6000명 | 스타크래프트, 스페셜 포스, 크레이지레이싱 카트라이더, 프리스타일                     | 1억 1000만원 |
| 2007년 | 2  | 세종대학교 대양홀                                 | 2만 명     | 스타크래프트, 스페셜 포스, 크레이지레이싱 카트라이더, 워크래프트3, 카운터 스트라이크 | 6200만원     |
| 2014년 | 3  | 넥슨 아레나                                       | 159명5     | 스타크래프트 II: 군단의 심장                                                         | 8000만원     |
| 2015년 | 4  | 넥슨 아레나                                       | 16명6      | 스타크래프트 II: 군단의 심장                                                         | 2500만원     |
| 2015년 | 5  | 넥슨 아레나                                       | 16명6      | 스타크래프트 II: 군단의 심장                                                         | 2500만원     |
| 2015년 | 6  | 넥슨 아레나, 부산 벡스코 오디토리움               | 12팀       | 리그 오브 레전드                                                                     | 1억원        |
| 2016년 | 7  | 넥슨 아레나                                       | 16명6      | 스타크래프트 II: 공허의 유산                                                         | 5500만원     |
| 2016년 | 8  | 넥슨 아레나, 부산 벡스코 오디토리움               | 12팀       | 리그 오브 레전드                                                                     | 1억원        |
| 2016년 | 9  | 넥슨 아레나                                       | 8명        | 하스스톤                                                                             | 2100만원     |
| 2017년 | 10 | OGN e스포츠 스타디움                              | 24팀       | 리그 오브 레전드, 클래시 로얄, 크레이지레이싱 카트라이더                             | 1억 5000만원 |
| 2018년 | 11 | VSG 아레나, 프릭 업 스튜디오, 세종대학교 광개토관 | 19팀       | 리그 오브 레전드                                                                     | 1억 200만원  |
| 2019년 | 12 | 넥슨 아레나 KBS울산홀                             | 20팀       | 리그 오브 레전드                                                                     | 1억 5800만원 |
| 2020년 | 13 | (온라인)                                          | 10팀       | 리그 오브 레전드                                                                     | 1억 1400만원 |
| 2021년 | 14 | 문수체육공원                                      | 16팀       | 리그 오브 레전드                                                                     | 3000만원     |

1. 본선 및 예선 참가자 포함
2. 본선 참가자